# 国道504号

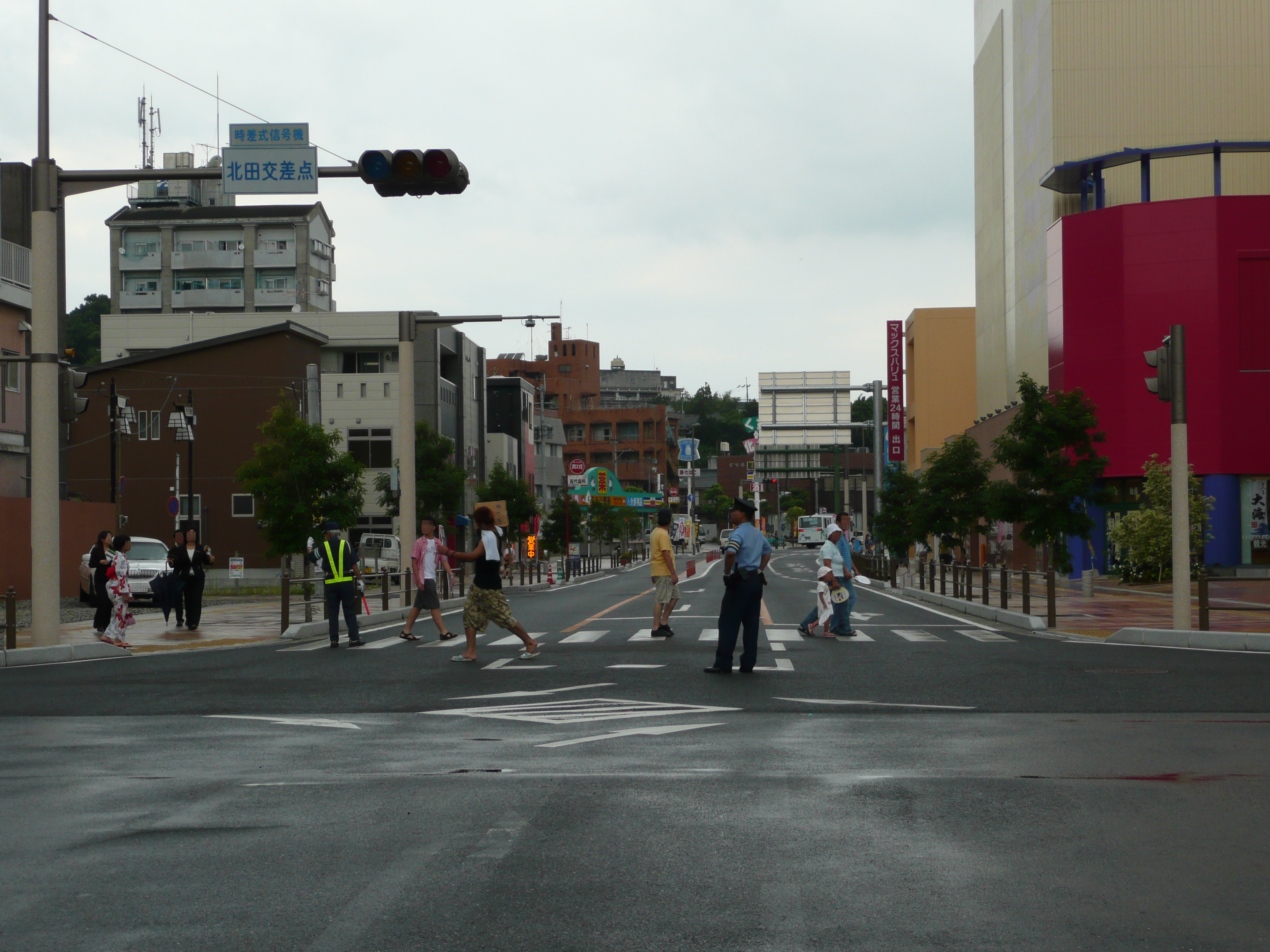
起点（鹿屋市北田交差点）

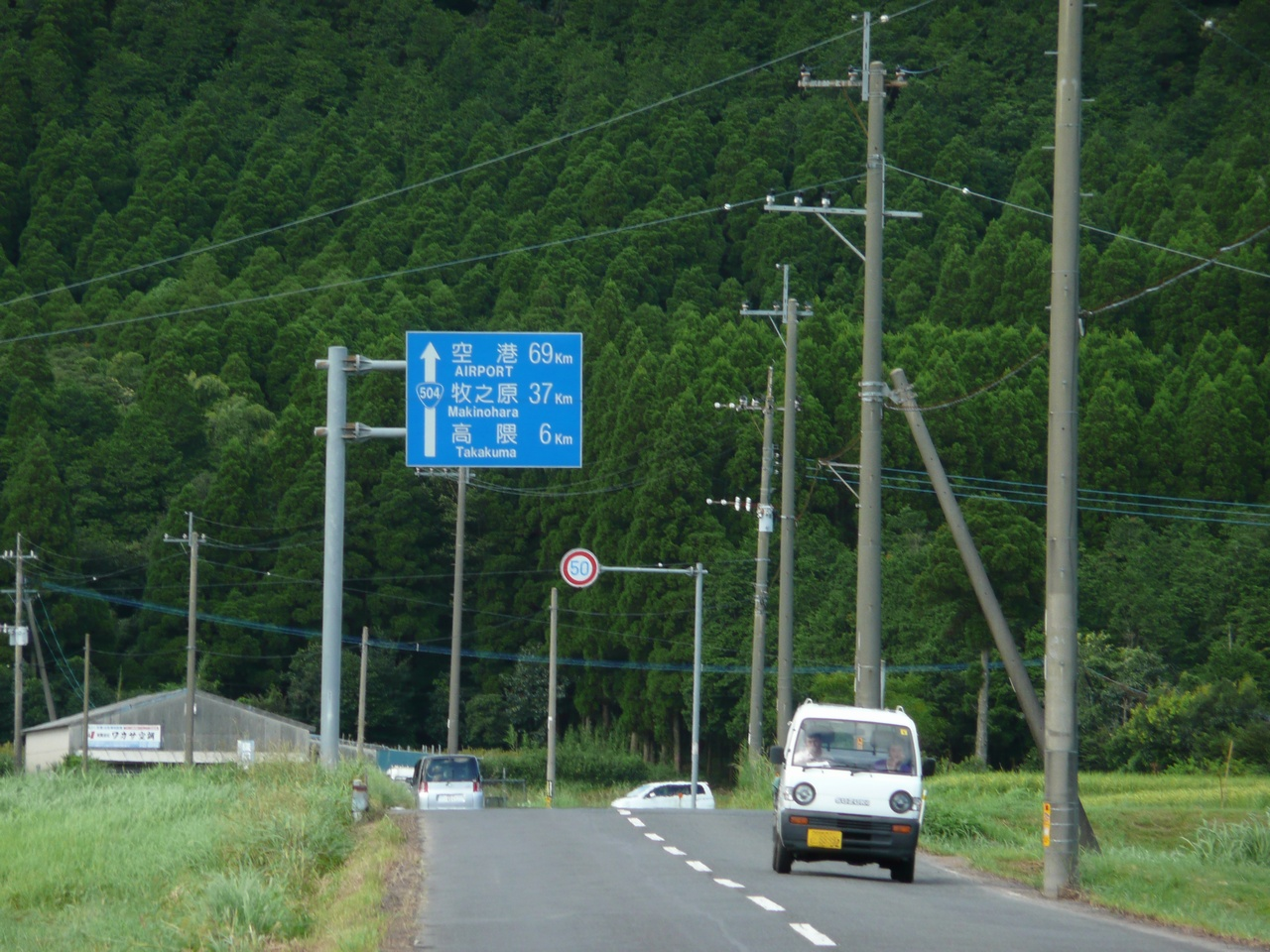
鹿屋市上祓川町

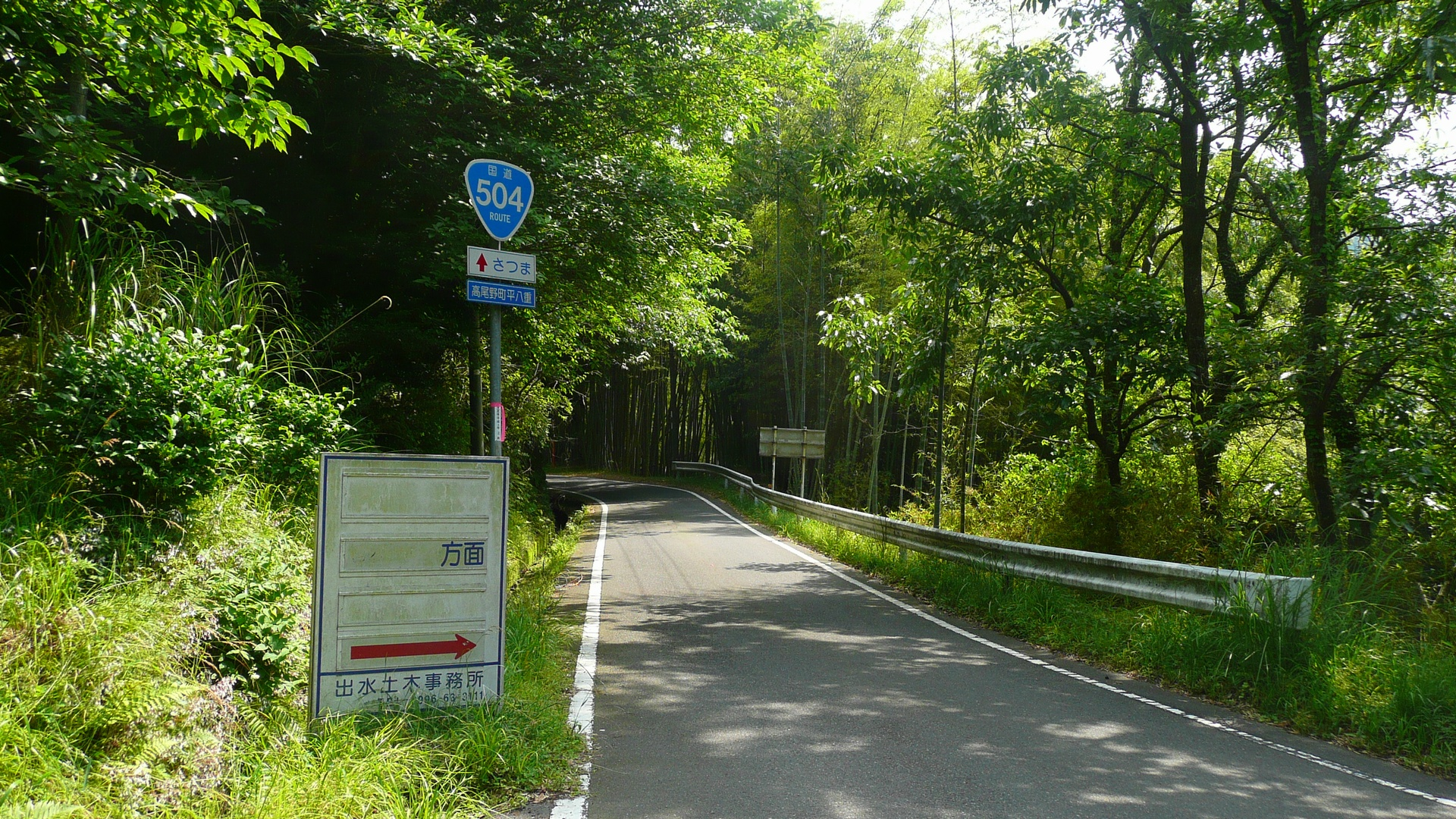
出水市高尾野町平八重

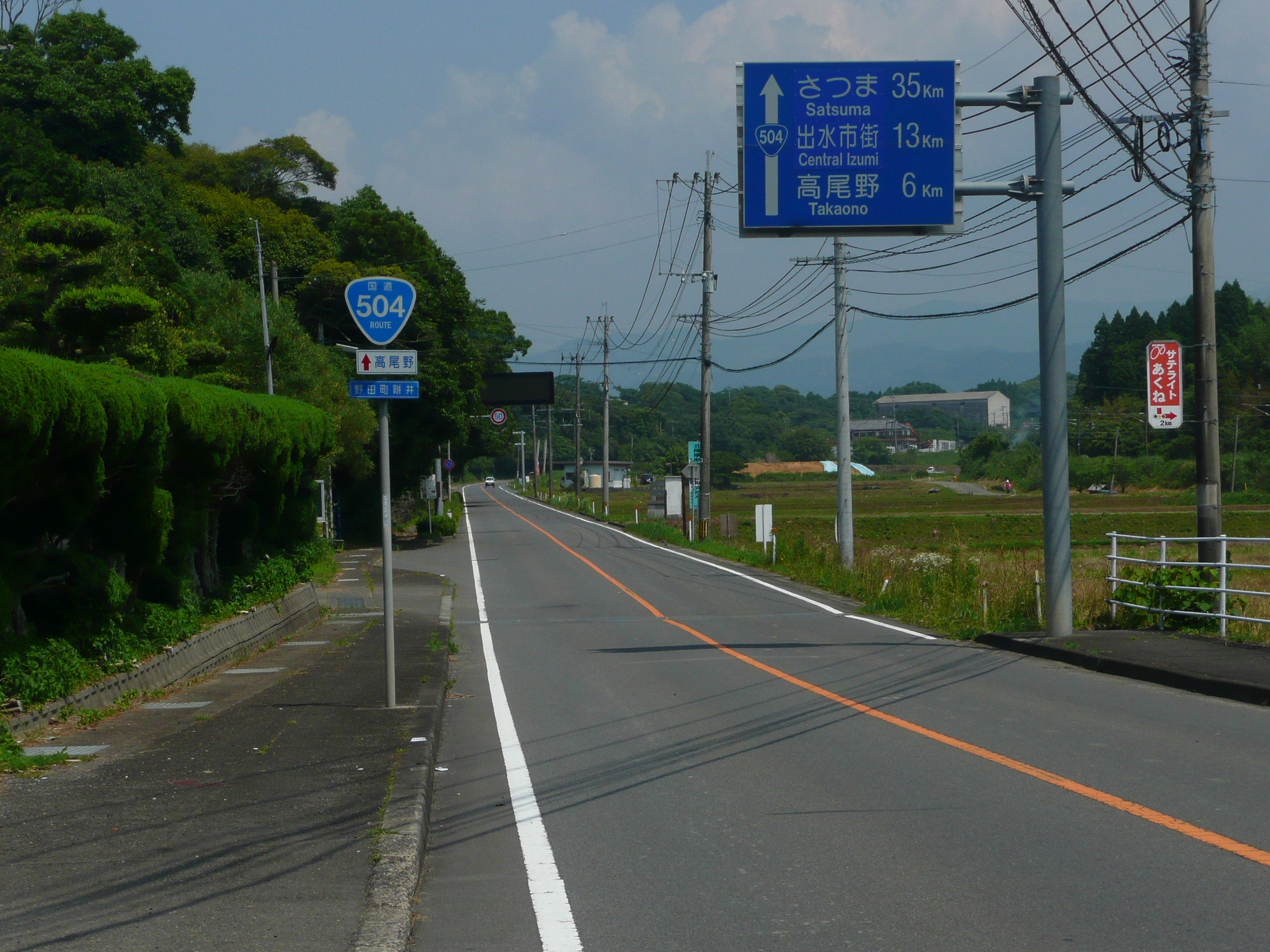
終点（出水市野田町下名）

国道504号（こくどう504ごう）は、鹿児島県鹿屋市から霧島市、薩摩郡さつま町を経由して、出水市に至る一般国道である。

## 概要
鹿児島県東部に位置する大隅半島の中ほどにある鹿屋市を走る国道269号（北田交差点）から分岐して、半島を北上して霧島市を経由し、同県の北西端に位置する出水市野田町の国道3号（餅井交差点）とを結ぶ総延長約157 kmの一般国道の路線で、主な通過地は、鹿屋市輝北町、霧島市福山町、同市隼人町、同市溝辺町、薩摩郡さつま町、出水市高尾野町である。霧島市内の一部の区間は、国道10号や国道223号と重用する。
事業中の地域高規格道路であり、霧島市から県北西部に位置する阿久根市とを結ぶ北薩横断道路は、国道504号の自動車専用道路のバイパスとして整備される。
1993年（平成5年）4月に複数の主要地方道・県道を昇格するかたちで誕生した。
起点の鹿屋市、終点の出水市からそれぞれ、沿道にある鹿児島空港（霧島市溝辺町麓）へのアクセス道路となるように指定されている。

### 路線データ
一般国道の路線を指定する政令に基づく起終点および重要な経過地は次のとおり。
- 起点：鹿屋市（北田町交差点 = 国道269号・鹿児島県道68号鹿屋吾平佐多線交点）
- 終点：鹿児島県出水郡野田町[注釈 2]（餅井交差点 = 国道3号交点）
- 重要な経過地：鹿児島県姶良郡福山町[注釈 3]、国分市[注釈 3]、同郡隼人町[注釈 3]、同県薩摩郡宮之城町[注釈 4]
- 総延長 : 157.3 km（重用延長を含む。）[2][注釈 5]
- 重用延長 : 38.6 km[2][注釈 5]
- 未供用延長 : なし[2][注釈 5]
- 実延長 : 118.7 km[2][注釈 5]
  - 現道 : 113.3 km[2][注釈 5]
  - 旧道 : 5.0 km[2][注釈 5]
  - 新道 : 0.4 km[2][注釈 5]
- 指定区間：国道10号と重複する区間（霧島市・牧之原交差点 - 国道223号入口交差点）[3]

## 歴史
- 1993年（平成5年）4月1日 - 1992年（平成4年）4月3日政令第104号により、県道鹿児島空港線の一部、県道鹿屋福山線の一部、県道十文字永野線を一般国道504号に指定。
- 2024年（令和6年）7月25日 - 北薩トンネル内で水の湧出、路面の隆起、トンネルの壁面の崩壊が発生。さつま泊野インターチェンジから高尾野インターチェンジまでの約15kmの区間が全面通行止[4]。

## 路線状況

### 重複区間
- 国道10号（霧島市福山町福山・牧之原交差点 - 霧島市隼人町真孝・国道223号入口交差点[注釈 6]）
- 国道223号（霧島市隼人町真孝・国道223号入口交差点 - 霧島市隼人町西光寺・空港入口交差点）

### バイパス
- 百引バイパス
- 福山工区
- 西光寺拡幅
- 北薩横断道路

### 道路施設

#### トンネル
起点から
- 永野トンネル：延長172 m、2009年（平成21年）竣工、薩摩郡さつま町
- 北薩トンネル：延長4,825 m、2018年（平成30年）竣工、薩摩郡さつま町 - 出水市（北薩横断道路区間、鹿児島県最長トンネル）
- 高尾野トンネル：延長2605 m、2003年（平成15年）竣工、出水市
- 新田トンネル：延長374 m、1989年（平成元年）竣工、出水市

## 地理
鹿屋市街地の北田交差点を起点とし、鹿屋市輝北地区を経由し霧島市福山町福山の牧之原 で国道10号と合流する。国道504号指定前は県道69号鹿屋福山線の区間であった。鹿屋市から鹿児島空港への最短ルートとなることから道路整備が進められており、すでに高隈バイパスが完成、輝北・福山地区の区間も建設中である。
国道10号・国道223号との重用区間は22.28 kmある。
霧島市隼人町の西光寺交差点から国道223号と離れ再び単独区間となる。鹿児島空港前を通過したのち、薩摩郡さつま町の中心街を経て、紫尾山（堀切峠）を越え、出水市野田町下名で国道3号に合流し、終点となる。国道504号指定前は県道59号鹿児島空港線、県道461号十文字永野線、県道高尾野宮之城線の区間であった。堀切峠は車同士のすれ違い困難な箇所があり、これを解消するために現道に並行するかたちで北薩横断道路が建設中である。またこの区間の現道では国道標識が一部撤去されている。

### 通過する自治体
- 鹿児島県
  - 鹿屋市 - 霧島市 - 薩摩郡さつま町 - 出水市

### 交差する道路
| 交差する道路                                                                           | 市町村名 | 市町村名 | 交差する場所  | 交差する場所                  |
| -------------------------------------------------------------------------------------- | -------- | -------- | ------------- | ----------------------------- |
| 国道269号 鹿児島県道68号鹿屋吾平佐多線                                                 | 鹿屋市   | 鹿屋市   | 北田町        | 北田交差点 / 起点             |
| 鹿児島県道550号鹿屋環状線                                                              | 鹿屋市   | 鹿屋市   | 祓川町        |                               |
| 鹿児島県道67号高隈串良線                                                               | 鹿屋市   | 鹿屋市   | 下高隈町      |                               |
| 鹿児島県道551号高隈内ヶ迫線                                                            | 鹿屋市   | 鹿屋市   | 下高隈町      |                               |
| 鹿児島県道71号垂水南之郷線 重複区間起点                                                | 鹿屋市   | 鹿屋市   | 輝北町下百引  |                               |
| 鹿児島県道72号垂水大崎線 重複区間起点                                                  | 鹿屋市   | 鹿屋市   | 輝北町下百引  | 輝北町百引交差点              |
| 鹿児島県道72号垂水大崎線 重複区間終点                                                  | 鹿屋市   | 鹿屋市   | 輝北町下百引  |                               |
| 鹿児島県道71号垂水南之郷線 重複区間終点                                                | 鹿屋市   | 鹿屋市   | 輝北町市成    |                               |
| 鹿児島県道517号仮屋宮園線                                                              | 鹿屋市   | 鹿屋市   | 輝北町市成    |                               |
| 鹿児島県道516号荻迫仏山線                                                              | 鹿屋市   | 鹿屋市   | 輝北町諏訪原  |                               |
| 鹿児島県道479号国師境線                                                                | 霧島市   | 霧島市   | 福山町福地    |                               |
| 鹿児島県道495号志柄宮ヶ原福山線                                                        | 霧島市   | 霧島市   | 福山町福沢    |                               |
| 鹿児島県道478号比曽木野福山港線                                                        | 霧島市   | 霧島市   | 福山町福山    |                               |
| 国道10号 重複区間起点                                                                  | 霧島市   | 霧島市   | 福山町福山    | 牧之原交差点                  |
| 国道220号                                                                              | 霧島市   | 霧島市   | 国分敷根      | 国分敷根交差点                |
| E78 東九州自動車道 鹿児島県道472号日当山敷根線                                         | 霧島市   | 霧島市   | 国分下井      | 国分IC入口交差点 40 国分IC    |
| 鹿児島県道491号大川原小村線                                                            | 霧島市   | 霧島市   | 国分広瀬4丁目 |                               |
| 鹿児島県道60号国分霧島線                                                               | 霧島市   | 霧島市   | 国分広瀬3丁目 | 広瀬西交差点                  |
| 国道10号 重複区間終点 国道223号 重複区間起点 鹿児島県道58号隼人港線 E78 東九州自動車道 | 霧島市   | 霧島市   | 隼人町真孝    | 国道223入口交差点 41 隼人東IC |
| 鹿児島県道471号北永野田小浜線                                                          | 霧島市   | 霧島市   | 隼人町見次    | 見次交差点                    |
| 鹿児島県道472号日当山敷根線                                                            | 霧島市   | 霧島市   | 隼人町内      | 木之房交差点                  |
| 国道223号 重複区間終点 宮崎県道・鹿児島県道2号都城隼人線                               | 霧島市   | 霧島市   | 隼人町住吉    | 西光寺交差点                  |
| E3 九州自動車道                                                                        | 霧島市   | 霧島市   | 溝辺町麓      | 24 溝辺鹿児島空港IC           |
| 鹿児島県道56号隼人加治木線 重複区間起点                                                | 霧島市   | 霧島市   | 溝辺町麓      | 溝辺町麓交差点                |
| 鹿児島県道40号伊集院蒲生溝辺線 鹿児島県道56号隼人加治木線 重複区間終点                 | 霧島市   | 霧島市   | 溝辺町麓      |                               |
| 鹿児島県道55号栗野加治木線                                                             | 霧島市   | 霧島市   | 溝辺町有川    | 竹子入口交差点                |
| 鹿児島県道446号十三谷重富線 重複区間起点                                               | 霧島市   | 霧島市   | 横川町上ノ    |                               |
| 鹿児島県道446号十三谷重富線 重複区間終点                                               | 霧島市   | 霧島市   | 横川町上ノ    |                               |
| 鹿児島県道50号牧園薩摩線                                                               | 薩摩郡   | さつま町 | 永野          | 永野IC                        |
| 鹿児島県道403号黒木新地線                                                              | 薩摩郡   | さつま町 | 永野          |                               |
| 鹿児島県道407号針持永野線                                                              | 薩摩郡   | さつま町 | 永野          |                               |
| 鹿児島県道396号薩摩祁答院線 重複区間起点                                               | 薩摩郡   | さつま町 | 求名          |                               |
| 鹿児島県道396号薩摩祁答院線 重複区間終点                                               | 薩摩郡   | さつま町 | 求名          |                               |
| 鹿児島県道402号求名小川田線                                                            | 薩摩郡   | さつま町 | 広瀬          |                               |
| 鹿児島県道51号宮之城加治木線                                                           | 薩摩郡   | さつま町 | 広瀬          | 佐志交差点                    |
| 国道267号                                                                              | 薩摩郡   | さつま町 | 旭町          |                               |
| 国道328号                                                                              | 薩摩郡   | さつま町 | 虎居町        | 虎居町交差点                  |
| 鹿児島県道344号東郷山田宮之城線                                                        | 薩摩郡   | さつま町 | 虎居          |                               |
| 川薩広域農道                                                                           | 薩摩郡   | さつま町 | 平川          |                               |
| 国道504号 / 北薩横断道路                                                               | 薩摩郡   | さつま町 | 泊野          | さつま泊野IC                  |
| 国道504号 / 北薩横断道路                                                               | 薩摩郡   | さつま町 | 泊野          | きららIC                      |
| 北薩オレンジロード                                                                     | 出水市   | 出水市   | 高尾野町柴引  |                               |
| 鹿児島県道374号出水高尾野線                                                            | 出水市   | 出水市   | 高尾野町柴引  | 高尾野駅前交差点              |
| 鹿児島県道368号荒崎田代線                                                              | 出水市   | 出水市   | 野田町下名    | 野田郷駅前交差点              |
| 国道3号                                                                                | 出水市   | 出水市   | 野田町下名    | 餅井交差点 / 終点             |

### 交差する鉄道
- 日豊本線
- 肥薩線
- 九州新幹線
- 肥薩おれんじ鉄道

### 峠
- 堀切峠

国道504号の堀切峠は紫尾山を越える標高約650 mの峠。車道としては1959年（昭和34年）に開通した。峠から紫尾山頂への道（約4 km）が通じている。